# L'Anticoncept
Pour plus de détails, voir Fiche technique et Distribution.
L'Anticoncept est un film de la période lettriste de Gil Joseph Wolman, réalisé en 1951 et projeté pour la première fois le 11 février 1952 au ciné-club Avant-Garde 52 (musée de l'Homme).

## Thème
Ce film réalisé en format 35 mm muet est composé de deux images consécutives qui se répètent, un rond blanc et un noir complet. Il est projeté sur un ballon-sonde météo gonflé à l’hélium placé devant les rideaux qui n'ont pas dévoilé la toile 
traditionnelle. Les ronds blancs apparaissent comme des flashes, ils épousent la forme du ballon sonde donnant l’impression d’une projection en relief.  Les passages du noir complet au blanc alternent avec un rythme irrégulier créant un effet stroboscopique. Le film dure 60 minutes, il est accompagné d’une source sonore indépendante.  
Constitué de courtes réflexions sur la vie, l'amour et l'art, on y entend la voix de Gil J. Wolman disant un texte explicatif au début puis un texte non-narratif entrecoupé de « mégapneumies » la nouvelle poésie sonore qu'il a inventée, basée sur le souffle.
« Si les films d’Isou (séparation totale du son et de la bande image) et de Lemaître (intégration des spectateurs dans l’action du film) sont esthétiquement liés par des images dites ciselantes, le film de Wolman provoque une rupture, dans ce qui est déjà une rupture dans l’histoire du cinéma et entraîne à sa suite en 1952 le film de Guy Debord : Hurlements en faveur de Sade (lui aussi en absence d’images et alternance de noirs et blancs, film du reste dédié à Wolman) ainsi que Tambours du jugement premier de François Dufrêne qui n’a plus d’écran ni pellicule, le film étant lu in situ. L’Anticoncept, subversif par son absence d’images, sera interdit par la censure et Wolman devra subir les relances des laboratoires professionnels afin de payer les dettes contractées. »

## Autour du film
Le texte du film a d'abord été publié dans l'unique numéro de la revue lettriste Ion en avril 1952.
Le film a été interdit de projection le 2 août 1952 par la Commission de contrôle des films cinématographiques qui n'a marqué dans son rapport que le mot "Interdit".
Le film, qui fait suite à Traité de bave et d'éternité d'Isidore Isou (1951) et concomitant au film, Le film est déjà commencé ? de Maurice Lemaître (1951), influencera Guy Debord, qui s'en inspire dans son premier film Hurlements en faveur de Sade, réalisé en 1952.